# Goyo Montero

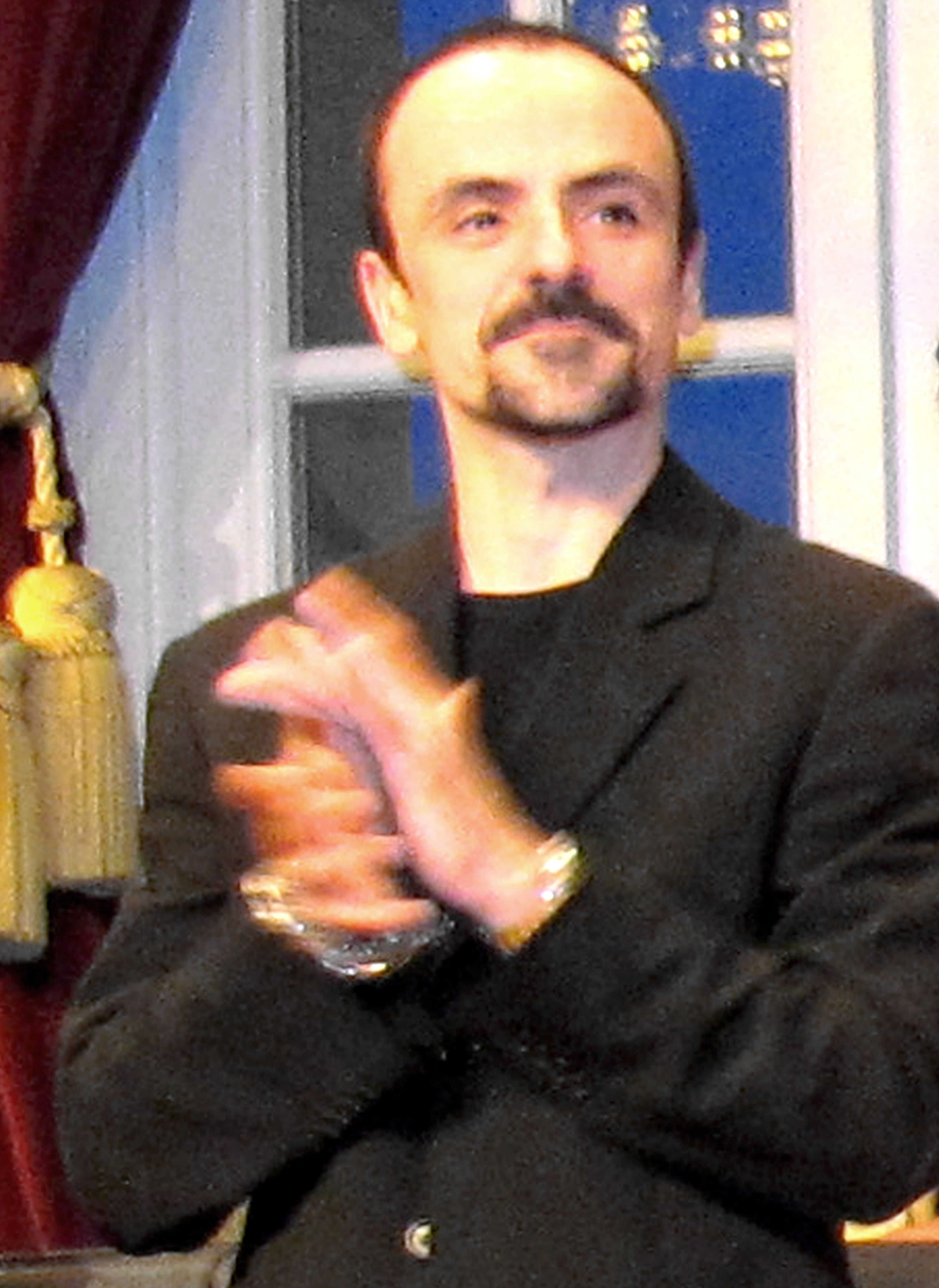
Goyo Montero

Goyo Montero Morell (* 1975 in Madrid, Spanien) ist ein spanischer Balletttänzer, Ballettdirektor und Choreograf.

## Leben
Goyo Montero wurde 1975 in Madrid geboren. Er absolvierte seine Ausbildung zunächst bei Carmen Roche und dann am Königlichen Konservatorium für Professionellen Tanz in Madrid und an der Schule des Kubanischen Nationalballetts. Als Tänzer wurde er u. a. 1993 mit dem Prix de Lausanne sowie der Goldmedaille und dem Großen Preis beim Internationalen Ballettwettbewerb Luxemburg ausgezeichnet. Kritiker des Dance Europe Magazine nominierten ihn als Besten Tänzer der Saison 2003/2004.
Goyo Montero war Erster Solist an der Deutschen Oper Berlin und Solist an der Oper Leipzig, dem Staatstheater Wiesbaden und dem Königlichen Ballett von Flandern. Als Gastsolist wurde er u. a. vom Mexikanischen Nationalballett, dem Perth City Ballet und dem Ballet d’Europe zur Zusammenarbeit eingeladen.
Als Choreograph kreierte er u. a. Werke für Les Ballets de Monte-Carlo, São Paulo Companhia de Dança, Royal Ballet London, Zürich Ballett, Perm Opera Ballet/Diana Vishneva Context Festival, National Ballet Sodre, Maggio Danza, Compañía Nacional de Danza, Acosta Danza, Deutsche Oper Berlin, Oper Kiel, Ankara and Izmir State Ballet, Modern Dance Turkey, Company Gregor Seyffert, Ballet Carmen Roche, National Ballet of Cuba, und Ballet de Teatres de la Generalitat Valenciana.
Mit seinen Choreographien wurde Goyo Montero zu verschiedenen internationalen Festivals eingeladen, u. a. zum 20. Internationalen Ballettfestival Havanna, zum 71. Maggio Musicale Fiorentino, zum Internationalen Tanz- und Musikfestival Granada, zur Expo Zaragoza, zum Festival Veranos de la Villa Madrid, zur Expo Aichi in Japan, zu Diana Vishnevas Context Festival in Russland und zum Holland Dance Festival.
Goyo Monteros Choreographie „Imponderable“ für Acosta Danza wurde im September 2017 am Sadler’s Wells Theatre London uraufgeführt und ist seitdem weltweit im Programm der Compagnie auf Tournee. Monteros Stück „Asunder“, beauftragt von Diana Vishnevas Context Festival, wurde im November 2017 am Stanislawski Theater Moskau, am Marinskij Theater St. Petersburg und am Sadler’s Wells London präsentiert. Zudem erhielt „Asunder“ 2019 eine Nominierung für den Russischen „Golden Mask Award“ in der Kategorie „Beste Choreographie“.
Seit der Spielzeit 2008/2009 ist Goyo Montero Direktor und Chefchoreograph des Staatstheater Nürnberg Balletts. Seine Choreographien für das Staatstheater Nürnberg Ballett umfassen seitdem 20 Uraufführungen.
Seit 2019 ist Goyo Montero zudem Hauschoreograph der Compagnie Acosta Danza.
Eine langjährige Beziehung verbindet Goyo Montero mit dem Prix de Lausanne: 2012 und 2017 war Goyo Montero Mitglied der Jury und von 2013 bis 2016 waren seine Choreographien Bestandteil des zeitgenössischen Repertoires dieses Wettbewerbs. 2018 kreierte Goyo Montero mit 51 ausgewählten Studierenden der Partnerschulen des Prix de Lausanne eine neue Choreographie unter dem Titel „Pulse“, zur Musik von Owen Belton. Ein solches choreographisches Projekt wurde zum ersten Mal in der Geschichte des Prix de Lausanne realisiert. Anlässlich des 50. Jährigen Jubiläums dieses Wettbewerbs ist Goyo Montero im Februar 2023 ein weiteres Mal eingeladen, ein choreografisches Projekt mit ausgewählten Ballettstudenten zu entwickeln.
2017 waren Monteros Werke ferner Teil des Internationalen Ballett- und Choreographiewettbewerbs in Peking, China.
Goyo Montero wurde mit zahlreichen Auszeichnungen geehrt, u. a. mit dem Preis „Villa de Madrid“, dem 1. Preis des Iberoamerikanischen Choreographie-Wettbewerbs, dem Preis „Villanueva“ (verliehen von der UNEAC Vereinigung kubanischer Autoren und Journalisten) und dem Preis „Teatro de Madrid“. 
Goyo Montero wurde mit dem Kulturpreis der IHK der Mittelfränkischen Wirtschaft ausgezeichnet. Das spanische Ministerium für Kultur ehrte den Choreographen und Tänzer Goyo Montero mit dem „Premio Nacional de Danza“, des Weiteren erhielt Goyo Montero den Kulturpreis Bayern. Unter der Direktion von Goyo Montero wird dem Staatstheater Nürnberg Ballett 2018 der „Deutsche Tanzpreis“ für „herausragende Entwicklung im Tanz“ verliehen.
In internationalen Tanzmagazinen wurde Goyo Montero mehrfach sowohl als Choreograph (u. a. „Choreograph des Jahres 2014“ in Dance for You) als auch für seine Werke (Nominierungen als jeweils beste Choreographie u. a. 2008 für „Dornröschen“ als „beste italienische Produktion des Jahres 2008“ von Danza & Danza; für sein Ballett „Romeo und Julia“ mit der Compañia Nacional de Danza in Dance for you und Dance Europe (2012/2013); für „Black Bile“ (2014), „Cyrano“ (2015) sowie „Don Quijote“ (2017) in Dance Europe) gewürdigt.
In Dance Europes „Critics‘ Choice“ 2018 wurde Goyo Montero als bester Ballettdirektor nominiert.
Der Bayerische Ministerpräsident Markus Söder zeichnete Goyo Montero im Juli 2024 mit dem Bayerischen Verdienstorden aus.
Montero wechselt zur Spielzeit 2025/2026 an das Staatstheater Hannover.

## Auszeichnungen
- 2024: Bayerischen Verdienstorden